# Lovski pilot
Lovski pilot je vojaški pilot, ki je usposobljen za letenje z lovskimi letali in katerega glavna zadolžitev je boj proti sovražnikovim letalom. 
V večini vojnih letalstev se od pilotov zahteva univerzitetno izobrazbo s končanim osnovnim letalskim usposabljanjem, nakar pa se dodatno izobražuje iz bojnega letenja. Posledično celotno usposabljanje traja dalj časa in je finančno zahtevna; Vojno letalstvo ZDA tako ocenjuje, da za usposabljanje enega lovskega pilota porabi 2,6 milijona USD (za usposabljanje transportnega pilota pa porabijo le 600,000 USD).
Lovski pilot, ki v boju sestreli 5 ali več sovražnikovih letal, pridobi naziv letalskega asa.